# Кытина
Кытина (болг. Кътина) — село в Болгарии. Находится в Городской области Софии, входит в общину Столична. Население составляет 1 292 человека.

## Политическая ситуация
В местном кметстве Кытина, в состав которого входит Кытина, должность кмета исполняет Станислав Станков (БДГ) по результатам выборов правления кметства.
Кмет (мэр) общины Столична — Йорданка Асе́нова Фандыкова (ГЕРБ) по результатам выборов в правление общины.